# Список кантри-альбомов № 1 в США в 2019 году (Billboard)

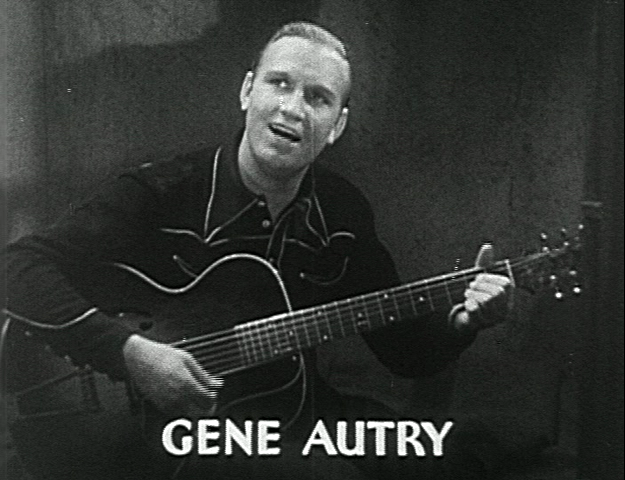
Кантри-певец Джин Отри со своим альбомом Rudolph The Red Nosed Reindeer And Other Christmas Classics стал первым лидером года.

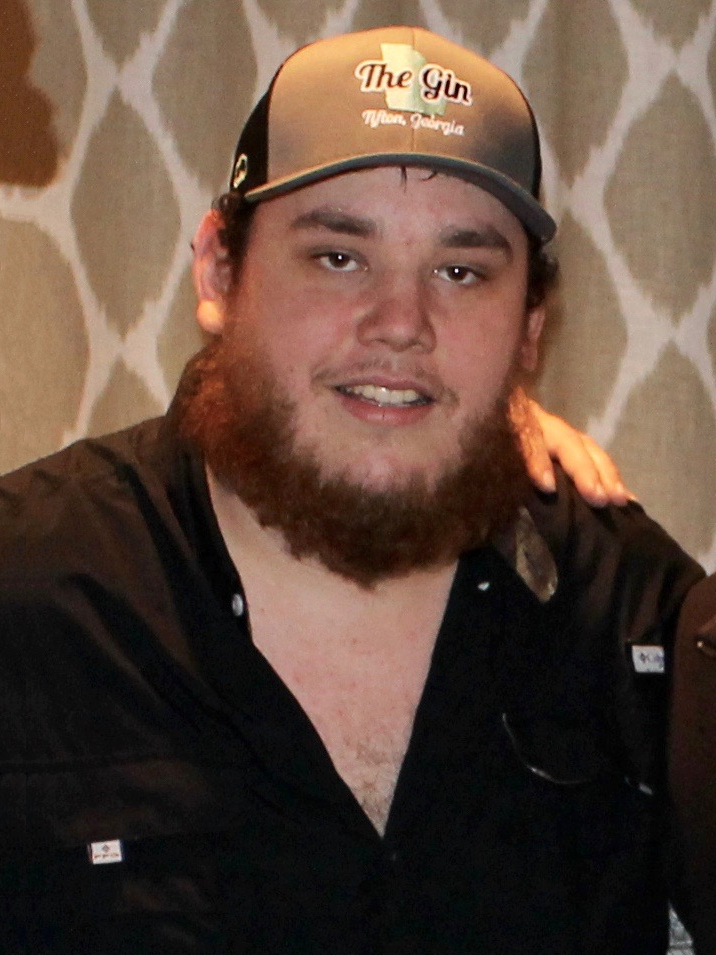
Кантри-певец Люк Комбс со своим альбомом This One’s For You лидировал 50 недель.

Список кантри-альбомов № 1 в США в 2019 году (Top Country Albums 2019) — это список кантри-альбомов, которые занимали первые места в США в 2019 году по итогам еженедельных хит-парадов журнала Billboard.

## История
- 5 января хит-парад возглавил альбом Rudolph The Red Nosed Reindeer And Other Christmas Classics кантри-певца Джина Отри[3].
- 12 января хит-парад в очередной уже 22-й раз возглавил Люк Комбс с его альбомом This One’s For You[4].
- 2 марта чарт возглавил альбом Can’t Say I Ain’t Country группы Florida Georgia Line.
- 23 марта чарт возглавил альбом Girl певицы Марен Моррис.
- 6 апреля дебютный альбом This One’s For You кантри-певца Люка Комбса уже 30-ю неделю возглавлял кантри-чарт Top Country Albums. Это 11-й результат в истории (этот чарт существует с 1964 года) и лучший с 2011—2011 годов, когда 31 неделю лидировал альбом Need You Now группы Lady Antebellum. Это первый альбом певца-мужчины с таким достижением, впервые после Billy Ray Cyrus с диском Some Gave All (34 недели на № 1 в 1992—93), и превышая 29-недельное лидерство Chris Stapleton с диском Traveller (2015—17) и Tim McGraw с Not a Moment Too Soon (1994)[5].
- 13 апреля чарт возглавил альбом Honky Tonk Time Machine кантри-певца George Strait, тем самым увеличив исторический рекорд по числу чарттопперов до 27 дисков (на втором месте с большим отставанием Garth Brooks и Willie Nelson, каждый с 17 дисками-лидерами)[6].
- 20 апреля чарт возглавил альбом Reboot дуэта Brooks & Dunn, став их седьмым кантри-чарттоппером. Одновременно он стартовал на позиции № 8 в мультижанровом американском хит-параде Billboard 200, став там 10-м альбомом дуэта в лучшей десятке top-10, обогнав рекордное достижение группы Rascal Flatts среди всех дуэтов и групп за все 63 года существования чарта[7].
- 27 апреля в 31-й раз чарт возглавил альбом This One’s For You кантри-певца Люка Комбса[8].
- 18 мая дебютный альбом This One’s For You кантри-певца Люка Комбса уже 34-ю неделю возглавлял кантри-чарт Top Country Albums. Это седьмой результат в истории, сравнимый с диском Some Gave All (Billy Ray Cyrus, 34 недели на № 1 в 1992—93), и уступает лидеру альбому Come On Over (Shania Twain, 1997, 50 недель на первом месте). С альбома This One’s For You вышло пять чарттопперов Country Airplay подряд (рекорд): «Hurricane», «When It Rains It Pours», «One Number Away», «She Got the Best of Me» и «Beautiful Crazy» (и на подходе «Beer Never Broke My Heart»)[9]. 25 мая это достижение достигло 35 недель и пятого места в истории вместе с альбомами «Fearless» (2008, Taylor Swift) и «O Brother, Where Art Thou?» (2000, саундтрек)[10].
- 10 августа 44-ю неделю список возглавлял альбом This One’s For You кантри-певца Люка Комбса (это рекорд для мужчин и он опережает прошлое достижение Always & Forever певца Randy Travis, 43 недели на № 1 в 1987—88), а его сингл «Beer Never Broke My Heart» стал шестым с диска чарттоппером в Country Airplay (увеличение рекорда)[11].
- 28 сентября список снова возглавлял альбом This One’s For You кантри-певца Люка Комбса — 48-ю неделю на № 1 (не подряд)[12].
- 5 октября список возглавлял альбом The Owl группы Zac Brown Band. Это их 5-й чарттоппер после Welcome Home (3 июня 2017, 146000 альбомных эквивалентных единиц (139000 копий); Jekyll + Hyde (16 мая 2015, 214000 копий); Uncaged (28 июля 2012, 234000 копий); You Get What You Give (9 октября 2010, 153000 копий). Одновременно с этим выпуском впервые были запущены два новых чарта: Country Songwriters и Country Producers[13].
- 16 ноября список возглавил альбом Wildcard кантри-певицы Миранды Ламберт, седьмой её подряд чарттоппер в этом хит-параде, начиная с дебютного в 2005 году. Это повторение рекорда Carrie Underwood, у которой также все диски возглавляли кантри-чарт. Кроме того, Ламберт делит с Андервуд и Долли Партон третье место по общему числу чарттопперов в Top Country Albums среди женщин. Лидируют среди певиц Reba McEntire (13) и Loretta Lynn (10), а среди всех абсолютный лидер среди всех George Strait (27)[14].
- 23 ноября список возглавил альбом What You See Is What You Get кантри-певца Люка Комбса, третий его чарттоппер в этом хит-параде (и первый его № 1 в Billboard 200)[15].
- 7 декабря список возглавил альбом 9 кантри-певца Джейсона Олдина, его седьмой чарттоппер[16].

## Список
| Дата        | Альбом                                                      | Исполнитель          | Примечание    |
| ----------- | ----------------------------------------------------------- | -------------------- | ------------- |
| 5 января    | Rudolph the Red Nosed Reindeer and Other Christmas Classics | Джин Отри            | [ 3 ]         |
| 12 января   | This One’s For You                                          | Люк Комбс            | [ 4 ]         |
| 19 января   | This One’s For You                                          | Люк Комбс            | [ 17 ]        |
| 26 января   | This One’s For You                                          | Люк Комбс            | [ 18 ]        |
| 2 февраля   | Ain’t Nothin' to It                                         | Cody Johnson         | [ 19 ]        |
| 9 февраля   | This One’s For You                                          | Люк Комбс            | [ 20 ]        |
| 16 февраля  | This One’s For You                                          | Люк Комбс            | [ 21 ]        |
| 23 февраля  | Golden Hour                                                 | Кейси Масгрейвс      | [ 22 ]        |
| 2 марта     | Can’t Say I Ain’t Country                                   | Florida Georgia Line | [ 23 ]        |
| 9 марта     | This One’s For You                                          | Люк Комбс            | [ 24 ]        |
| 16 марта    | This One’s For You                                          | Люк Комбс            | [ 25 ]        |
| 23 марта    | Girl                                                        | Maren Morris         | [ 26 ]        |
| 30 марта    | This One’s For You                                          | Люк Комбс            | [ 27 ]        |
| 6 апреля    | This One’s For You                                          | Люк Комбс            | [ 28 ]        |
| 13 апреля   | Honky Tonk Time Machine                                     | George Strait        | [ 29 ]        |
| 20 апреля   | Reboot                                                      | Brooks & Dunn        | [ 30 ]        |
| 27 апреля   | This One’s For You                                          | Люк Комбс            | [ 31 ]        |
| 4 мая       | This One’s For You                                          | Люк Комбс            | [ 32 ]        |
| 11 мая      | This One’s For You                                          | Люк Комбс            | [ 33 ]        |
| 18 мая      | This One’s For You                                          | Люк Комбс            | [ 34 ]        |
| 25 мая      | This One’s For You                                          | Люк Комбс            | [ 35 ]        |
| 1 июня      | This One’s For You                                          | Люк Комбс            | [ 36 ]        |
| 8 июня      | This One’s For You                                          | Люк Комбс            | [ 37 ]        |
| 15 июня     | Center Point Road                                           | Томас Ретт           | [ 38 ]        |
| 22 июня     | The Prequel (EP)                                            | Люк Комбс            | [ 39 ]        |
| 29 июня     | This One’s For You                                          | Люк Комбс            | [ 40 ]        |
| 6 июля      | This One’s For You                                          | Люк Комбс            | [ 41 ]        |
| 13 июля     | This One’s For You                                          | Люк Комбс            | [ 42 ]        |
| 20 июля     | This One’s For You                                          | Люк Комбс            | [ 43 ]        |
| 27 июля     | This One’s For You                                          | Люк Комбс            | [ 44 ]        |
| 3 августа   | This One’s For You                                          | Люк Комбс            | [ 45 ]        |
| 10 августа  | This One’s For You                                          | Люк Комбс            | [ 46 ]        |
| 17 августа  | Country Squire                                              | Tyler Childers       | [ 47 ]        |
| 24 августа  | This One’s for You                                          | Люк Комбс            | [ 48 ]        |
| 31 августа  | This One’s for You                                          | Люк Комбс            | [ 49 ]        |
| 7 сентября  | Let It Roll                                                 | Midland              | [ 50 ]        |
| 14 сентябрь | This One’s for You                                          | Люк Комбс            | [ 51 ] [ 52 ] |
| 21 сентября | The Highwomen                                               | The Highwomen        | [ 53 ] [ 54 ] |
| 28 сентября | This One’s for You                                          | Luke Combs           | [ 55 ]        |
| 5 октября   | The Owl                                                     | Zac Brown Band       | [ 56 ]        |
| 12 октября  | Whiskey Myers                                               | Whiskey Myers        | [ 57 ]        |
| 19 октября  | Fire & Brimstone                                            | Брэнтли Гилберт      | [ 58 ]        |
| 26 октября  | This One’s for You                                          | Luke Combs           | [ 59 ]        |
| 2 ноября    | This One’s for You                                          | Luke Combs           | [ 60 ]        |
| 9 ноября    | Old Dominion                                                | Old Dominion         | [ 61 ]        |
| 16 ноября   | Wildcard                                                    | Миранда Ламберт      | [ 62 ]        |
| 23 ноября   | What You See Is What You Get                                | Люк Комбс            | [ 63 ]        |
| 30 ноября   | What You See Is What You Get                                | Люк Комбс            | [ 64 ]        |
| 7 декабря   | 9                                                           | Джейсон Олдин        | [ 65 ]        |
| 14 декабря  | What You See Is What You Get                                | Luke Combs           | [ 66 ]        |
| 21 декабря  | What You See Is What You Get                                | Luke Combs           | [ 67 ]        |
| 28 декабря  | Fully Loaded: God’s Country                                 | Блейк Шелтон         | [ 68 ]        |